# Lista de finais femininas juvenis em duplas do Torneio de Roland Garros
Esta é a lista de finais femininas juvenis em duplas do Torneio de Roland Garros.

## Por ano
| Ano  | Campeãs                                             | Vice-campeãs                                     | Resultado        |
| ---- | --------------------------------------------------- | ------------------------------------------------ | ---------------- |
| 2024 | Renáta Jamrichová Tereza Valentová                  | Tyra Caterina Grant Iva Jovic                    | 6–4, 6–4         |
| 2023 | Tyra Caterina Grant Clervie Ngounoue                | Alina Korneeva Sara Saito                        | 6–3, 6–2         |
| 2022 | Sára Bejlek Lucie Havlíčková                        | Nikola Bartůňková Céline Naef                    | 6–3, 6–3         |
| 2021 | Alexandra Eala Oksana Selekhmeteva                  | Maria Bondarenko Amarissa Kiara Tóth             | 6–0, 7–5         |
| 2020 | Eleonora Alvisi Lisa Pigato                         | Maria Bondarenko Diana Shnaider                  | 7–63, 6–4        |
| 2019 | Chloe Beck Emma Navarro                             | Alina Charaeva Anastasia Tikhonova               | 6–1, 6–2         |
| 2018 | Caty McNally Iga Świątek                            | Yuki Naito Naho Sato                             | 6–2, 7–5         |
| 2017 | Bianca Andreescu Carson Branstine                   | Olesya Pervushina Anastasia Potapova             | 6–1, 6–3         |
| 2016 | Paula Arias Manjón Olga Danilović                   | Olesya Pervushina Anastasia Potapova             | 3–6, 6–3, [10–8] |
| 2015 | Miriam Kolodziejová Markéta Vondroušová             | Caroline Dolehide Katerina Stewart               | 6–0, 6–3         |
| 2014 | Ioana Ducu Ioana Loredana Roșca                     | CiCi Bellis Markéta Vondroušová                  | 6–1, 5–7, [11–9] |
| 2013 | Barbora Krejčiková Kateřina Siniaková               | Doménica González Beatriz Haddad Maia            | 7–5, 6–2         |
| 2012 | Daria Gavrilova Irina Khromacheva                   | Montserrat González Beatriz Haddad Maia          | 4–6, 6–4, [10–8] |
| 2011 | Irina Khromacheva Maryna Zanevska                   | Victoria Kan Demi Schuurs                        | 6–4, 7–5         |
| 2010 | Tímea Babos Sloane Stephens                         | Lara Arruabarrena Vecino María Teresa Torró Flor | 6–2, 6–3         |
| 2009 | Elena Bogdan Noppawan Lertcheewakarn                | Tímea Babos Heather Watson                       | 3–6, 6–3, [10–8] |
| 2008 | Polona Hercog Jessica Moore                         | Lesley Kerkhove Aranxta Rus                      | 5–7, 6–1, [10–7] |
| 2007 | Ksenia Milevskaya Urszula Radwańska                 | Sorana Cirstea Alexa Glatch                      | 6–1, 6–4         |
| 2006 | Sharon Fichman Anastasia Pavlyuchenkova             | Agnieszka Radwanska Caroline Wozniacki           | 46–7, 6–2, 6–1   |
| 2005 | Victoria Azarenka Ágnes Szávay                      | Ioana Raluca Olaru Amina Rakhim                  | 4–6, 6–4, 6–0    |
| 2004 | Kateřina Böhmová Michaëlla Krajicek                 | Irina Kotkina Yaroslava Shvedova                 | 6–3, 6–2         |
| 2003 | Marta Fraga Adriana González-Penas                  | Kateřina Böhmová Michaëlla Krajicek              | 6–0, 6–3         |
| 2002 | Anna-Lena Grönefeld Barbora Strýcová                | Hsieh Su-wei Svetlana Kuznetsova                 | 7–5, 7–5         |
| 2001 | Petra Cetkovská Renata Voráčová                     | Neyssa Etienne Annette Kolb                      | 6–3, 3–6, 6–3    |
| 2000 | María José Martínez Sánchez Anabel Medina Garrigues | Matea Mezak Dinara Safina                        | 6–0, 6–1         |
| 1999 | Flavia Pennetta Roberta Vinci                       | Mia Buric Kim Clijsters                          | 7–5, 5–7, 6–4    |
| 1998 | Kim Clijsters Jelena Dokić                          | Elena Dementieva Nadia Petrova                   | 6–4, 7–6         |
| 1997 | Cara Black Irina Selyutina                          | Maja Matevžič Katarina Srebotnik                 | 6–0, 5–7, 7–5    |
| 1996 | Alice Canepa Giulia Casoni                          | Anna Kournikova Ludmila Varmuzova                | 6–2, 5–7, 7–5    |
| 1995 | Corina Morariu Ludmila Varmužová                    | Alice Canepa Giulia Casoni                       | 7–6, 7–5         |
| 1994 | Martina Hingis Henrieta Nagyová                     | Lenka Cenková Ludmila Richterová                 | 6–3, 6–2         |
| 1993 | Laurence Courtois Nancy Feber                       | Laura Bitter Maaike Koutstaal                    | 3–6, 6–1, 6–3    |
| 1992 | Laurence Courtois Nancy Feber                       |                                                  |                  |
| 1991 | Eva Bes Inés Gorrochategui                          | Zdeňka Málková Eva Martincová                    | 6–1, 6–3         |
| 1990 | Ruxandra Dragomir Irina Spîrlea                     | Tatiana Ignatieva Irina Sukhova                  | 6–3, 6–1         |
| 1989 | Nicole Pratt Wang Shi-ting                          |                                                  |                  |
| 1988 | Alexia Dechaume Emmanuelle Derly                    |                                                  |                  |
| 1987 | Natasha Zvereva Natalia Zvereva                     |                                                  |                  |
| 1986 | Leila Meskhi Natasha Zvereva                        |                                                  |                  |
| 1985 | Mariana Pérez-Roldán Patricia Tarabini              |                                                  |                  |
| 1984 | Digna Ketelaar Simone Schilder                      |                                                  |                  |
| 1983 | Carin Anderholm Helena Olsson                       |                                                  |                  |
| 1982 | Beth Herr Janet Lagasse                             |                                                  |                  |
| 1981 | Sophie Amiach Corinne Vanier                        |                                                  |                  |